# Выставка фашистской революции

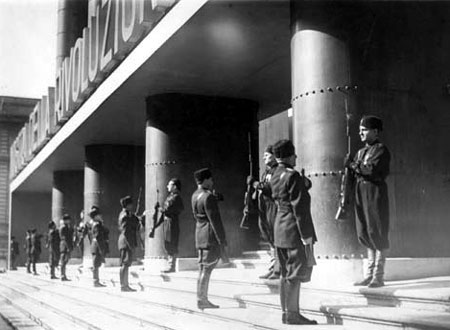
Смена караула чернорубашечников (MVSN) перед зданием выставки

Выставка фашистской революции — выставка, которая была организована в Риме в Выставочном дворце. Она была открыта Бенито Муссолини 28 октября 1932 года на десятую годовщину марша на Рим и завершила работу 21 апреля 1933 года. Выставку посетило 4 млн человек.
Она проводилась ещё дважды в 1937 и 1942 годах, в очередные годовщины марша на Рим, но такого успеха уже не имела.
Директором и создателем выставки был Дино Альфиери, который сотрудничал с Луиджи Фредди и Чиприано Эфисио Оппо.
Выставка иллюстрировала эволюцию итальянского фашизма и была разделена на 13 выставочных залов, которые в фашистском толковании рассказывали о событиях истории Италии в период с 1914 по 1922 годы.
С самого начала выставка была задумана не как явление, объективно представляющее факты, исходя лишь из исторических документов, а как работа фашистской пропаганды к праздничной дате, которая может повлиять на эмоции посетителей. По этой причине в дополнение к историкам были приглашены к сотрудничеству представители различных художественных течений того времени, включая Марио Сирони, Энрико Прамполини, Джерардо Доттори, Адальберто Либера и Джузеппе Терраньи.